# Eric Goldberg
Eric Goldberg, född 1 maj 1955, är en amerikansk animatör och filmregissör.

## Filmografi
| År   | Film                                          | Regissör | Animatör | Skådespelare | Röst                              | Figur                 | Övrigt                                                             |
| ---- | --------------------------------------------- | -------- | -------- | ------------ | --------------------------------- | --------------------- | ------------------------------------------------------------------ |
| 1977 | Raggedy Ann & Andy: A Musical Adventure       |          | Ja       |              |                                   |                       |                                                                    |
| 1984 | Rupert and the Frog Song                      |          | Ja       |              |                                   |                       |                                                                    |
| 1992 | Aladdin                                       |          | Ja       |              |                                   | Genie; anden i lampan |                                                                    |
| 1993 | Välkommen Mrs. Doubtfire                      |          | Ja       |              |                                   |                       |                                                                    |
| 1994 | Chariots of Fur                               |          | Ja       |              |                                   |                       |                                                                    |
| 1995 | Pocahontas                                    | Ja       |          |              |                                   |                       |                                                                    |
| 1997 | Herkules                                      |          | Ja       |              |                                   | Phil                  |                                                                    |
| 1999 | Fantasia 2000                                 |          | Ja       |              |                                   |                       | Rhapsody in Blue                                                   |
| 1999 | Fantasia 2000                                 | Ja       | Ja       |              |                                   |                       | The Carnival of the Animals, Final                                 |
| 2003 | Looney Tunes: Back in Action                  |          | Ja       | Ja           | Pip, Mars-Marvin, Speedy Gonzales |                       |                                                                    |
| 2006 | Rosa Pantern                                  |          | Ja       |              |                                   |                       | Ingress                                                            |
| 2007 | Hur du installerar din hemmabio               |          | Ja       |              |                                   |                       | Kortfilm med Långben                                               |
| 2009 | Prinsessan och grodan                         |          | Ja       |              |                                   | Louis                 | Annie Award för "Best Character Animation in a Feature Production" |
| 2010 | Iron Man 2                                    |          |          | Ja           | A.I.M Soldiers (röst)             |                       | Datorspel                                                          |
| 2011 | Nalle Puhs film – Nya äventyr i Sjumilaskogen |          | Ja       |              |                                   | Kanin                 |                                                                    |
| 2012 | Röjar-Ralf                                    |          | Ja       |              |                                   |                       |                                                                    |
| 2016 | Simpsons                                      | Ja       | Ja       |              |                                   |                       | Couch gag för avsnittet Fland Canyon                               |
| 2021 | Långben stannar hemma                         | Ja       | Ja       |              |                                   |                       |                                                                    |